# جزر العذراء البريطانية في الألعاب الأولمبية
الجزر العذراء البريطانية في الألعاب الأولمبية تقوم اللجنة الأولمبية للجزر العذراء البريطانية بالإشراف في شؤون مشاركة الجزر العذراء البريطانية في الألعاب الأولمبية، شاركت الجزر العذراء البريطانية أول مرة في الألعاب الأولمبية في دورة 1984 في لوس أنجلوس في الولايات المتحدة،  لم تفز الجزر العذراء البريطانية بأي ميدالية حتى الآن في الألعاب الأولمبية.